# Лаймън
Лаймън (на английски: Limon) е град в окръг Линкълн, щата Колорадо, САЩ. Лаймън е с население от 2071 жители (2000) и обща площ от 4,8 km². Намира се на 1639 m надморска височина. ЗИП кодът му е 80826, 80828, а телефонният му код е 719.